# Interkontinentální pohár 1979
Osmnáctý ročník Interkontinentálního poháru byl odehrán ve dnech 18. listopadu 1979 a 2. března 1980. Ve vzájemném dvouzápase se střetli finalista Poháru mistrů evropských zemí ročníku 1978/79 - Malmö FF a vítěz Poháru osvoboditelů 1979 - Club Olimpia. Švédský klub v souboji nahradil vítěze PMEZ Nottingham Forest FC, který účast v poháru odmítl.

## 1. zápas
| 18. listopadu 1979 |        |              |                                                                |
| Malmö FF           | 0 : 1  | Club Olimpia | Malmö stadion, Malmö diváci: 4.811 rozhodčí: Patrick Partridge |
|                    | report | 41' Isasi    | Malmö stadion, Malmö diváci: 4.811 rozhodčí: Patrick Partridge |

## 2. zápas
| 2. března 1980                 |        |                |                                                                                        |
| Club Olimpia                   | 2 : 1  | Malmö FF       | Estadio Defensores del Chaco, Asunción diváci: 47.000 rozhodčí: Juan Daniel Cardellino |
| Solalinde 39' Michelagnoli 71' | report | 46' Erlandsson | Estadio Defensores del Chaco, Asunción diváci: 47.000 rozhodčí: Juan Daniel Cardellino |

## Vítěz
| Interkontinentální pohár 1979 Club Olimpia (1. vítězství) |